# Kraftwerk Pagbilao
Das Kraftwerk Pagbilao ist ein Kohlekraftwerk in der Stadtgemeinde Pagbilao, Provinz Quezon, Philippinen, das auf der Isla Grande in der Bucht von Tayabas liegt. Mit einer installierten Leistung von 1,155 GW ist Pagbilao eines der leistungsstärksten Kohlekraftwerke auf den Philippinen.
Mit dem Bau des Kraftwerks wurde 1993 begonnen; es ging 1996 in Betrieb. Das Kraftwerk dient der Abdeckung der Grundlast.

## Kraftwerksblöcke
Das Kraftwerk besteht gegenwärtig aus drei Blöcken. Die folgende Tabelle gibt einen Überblick:
| Block | Max. Leistung (MW) | Betriebsbeginn | Turbine | Generator | Dampfkessel |
| ----- | ------------------ | -------------- | ------- | --------- | ----------- |
| 1     | 367,5              | 13.06.1996     | MHI     | Melco     | MHI         |
| 2     | 367,5              | 14.08.1996     | MHI     | Melco     | MHI         |
| 3     | 420                | 16.02.2018     |         |           |             |

Die beiden Turbinen in den Blöcken 1 und 2 leisten jede maximal 367,5 (bzw. 382 oder 385) MW und die Generatoren 442 MVA. Die Dampftemperatur liegt bei 538 °C. Die Generatorspannung beträgt 24 kV. Die Jahreserzeugung der beiden Blöcke liegt bei ca. 6 Mrd. kWh.
Mit dem Bau von Block 3 wurde im Dezember 2014 begonnen; er ging am 16. Februar 2018 in den kommerziellen Betrieb. Die Investitionskosten für Block 3 werden mit 976 Mio. bzw. 1 Mrd. USD angegeben.

## Eigentümer
Die Blöcke 1 und 2 werden von der TeaM Energy Corporation betrieben; TeaM Energy ist ein Joint Venture von Tepco und Marubeni. Der Block 3 wird von der Pagbilao Energy Corporation  betrieben. Pagbilao Energy ist ein Joint Venture, das zu jeweils 50 % im Besitz von TeaM Energy und der Aboitiz Power Corporation ist.